# Gjøvik
Gjøvik je město v jihovýchodní části Norska, ležící v kraji Innlandet. Město je samosprávnou obcí (kommune), administrativně jsou k němu řazeny do společného okrsku ještě obce Biri, Snertingdal a Vardal.

## Historie
V roce 1861 byla obec Gjøvik administrativně odtržena od okrsku Vardal a povýšena na město. Tím začal jeho významnější rozvoj. V roce 1964 bylo k samosprávné obci Gjøvik přiřazeno několik menších obcí, které vytvořily společný okrsek.

## Geografie
Rozloha okrsku je 672 km², z toho 630 km² připadá na pevninu, zbytek na jezero Mjøsa. V okrsku žije přibližně 27 000 obyvatel, z toho asi 16 000 v samotném městě. Gjøvik je vedle Lillehammeru a Hamaru jedním ze tří významnějších sídel na břehu jezera Mjøsa.

## Pozoruhodnosti
- sportovní hala vytesaná ve skále – největší hala svého druhu na světě, jedno ze sportovišť Olympijských her 1994
- sklárna v Gjøviku

## Rodáci
- Paul Olaf Bodding (1865–1938), misionář
- Kjell Ola Dahl (* 1958), spisovatel
- Kenneth Gangnes (* 1989), skokan na lyžích
- Gro Hammerseng-Edinová (* 1980), házenkářka
- Gina Lorentsenová (* 1988), házenkářka
- Maren Lundbyová (* 1994), skokanka na lyžích
- Else-Marthe Sørlie Lybekková (* 1978), házenkářka
- Lars Elton Myhre (* 1984), sjezdař a slalomář
- Nora Fossová Al-Jabriová (* 1996), zpěvačka
- Ingvild Flugstadová Østbergová (* 1990), běžkyně na lyžích
- Ellen Andrea Wangová (* 1986), hudebnice